# Mbabane

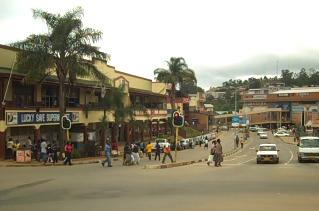
Innenstadt

Mbabane ist die Hauptstadt (aber nicht Regierungssitz) und zweitgrößte Stadt des Königreichs Eswatini und zugleich Hauptstadt der Region Hhohho. Sie ist das administrative und neben Manzini das wirtschaftliche Zentrum des Landes (zum Regierungssitz siehe: Lobamba).

## Geografie
Die Stadt mit etwa 90.000 Einwohnern liegt in den Mdzimba-Bergen im Nordwesten des Landes auf 1243 Metern am Mbabane River und dessen Nebenfluss Polinjane River.

### Klima
Mbabane hat ein mildes Klima. Die mittleren Tiefstwerte fallen in den Wintermonaten Juni und Juli auf rund 7 °C, die Höchstwerte erreichen jedoch noch fast 20 °C. In den Sommermonaten November bis Februar steigen die mittleren Höchstwerte auf etwa 27 °C, die Tiefstwerte liegen dann zwischen 14 °C und 17 °C. Während der Winter mit monatlichen Niederschlägen um 20 mm trocken ist, fallen in den Sommermonaten je Monat bis zu 180 mm Regen.

## Geschichte
Die Stadt entstand, nachdem das administrative Zentrum von Swasiland 1902 durch die Briten nach dem Zweiten Burenkrieg von Bremersdorp (heute Manzini) in das heutige Gebiet von Mbabane verlegt und zur administrativen Zentrale des britischen Protektorats Swasiland deklariert wurde. Sie wurde nach dem Herrscher Mbabane Kunene benannt, dessen Klan damals in dieser Gegend lebte.

## Bildung
In Mbabane befinden sich die Faculty of Health Sciences („Medizinische Fakultät“) der University of Eswatini sowie das Waterford Kamhlaba United World College of Southern Africa.

## Verwaltung
In Mbabane gibt es die Tinkhundla Mbabane East und Mbabane West. Im Westen schließt sich unmittelbar das Inkhundla Mhlangatane an und im Osten Hhukwini.

## Wirtschaft
Das wirtschaftliche Rückgrat der Stadt bilden nahegelegene Zinn- und Eisenerzminen.
Interstate International war ein Automobilhersteller aus Mbabane.
Auch die nationale Wertpapierbörse, die Eswatini Stock Exchange hat hier ihren Sitz.

## Sport
In Mbabane sind die Fußballvereine Mbabane Highlanders FC, Mbabane Swallows FC und C&M Eagles Sales FC ansässig.

## Städtepartnerschaften
Mbabane unterhält seit 2004 eine Städtepartnerschaft mit Fort Worth in den USA.

## Persönlichkeiten
Söhne und Töchter der Stadt
- Richard E. Grant (* 1957), britischer Schauspieler
- Daniela Menegon (* 1977), Schwimmerin
- Sikhanyiso Dlamini (* 1987), Prinzessin von Eswatini
- Temalangeni Dlamini (* 1987), Sprinterin
- Gcinile Moyane (* 1980), Sprinterin